# Barbed Wire Sandwich
| Recensione | Giudizio |
| ---------- | -------- |
| AllMusic   | [ 1 ]    |

Barbed Wire Sandwich è l'unico album discografico del gruppo musicale rock inglese dei Black Cat Bones, pubblicato dalla casa discografica Decca Records nel febbraio del 1970.
Il disco fu in seguito ristampato anche su CD (senza bonus).

## Tracce
Lato A
1. Chauffeur – 5:15 (Andy Stroud)
2. Death Valley Blues – 3:52 (Arthur Crudup)
3. Feelin' Good – 4:58 (Leslie Bricusse, Anthony Newley)
4. Please Tell Me Baby – 3:10 (Harrison Nelson)
5. Coming Back – 2:32 (Rod Price)

Lato B
1. Save My Love – 4:50 (Black Cat Bones)
2. Four Women – 5:09 (Nina Simone)
3. Sylvester's Blues – 3:45 (Rod Price)
4. Good Lookin' Woman – 7:16 (Rod Price)

## Formazione
- Rod Price - chitarra solista (voce solista nel brano: Good Looking Woman)
- Brian Short - voce
- Derek Brooks - chitarra ritmica
- Stu Brooks - basso
- Phil Lenoir - batteria

Musicisti aggiunti
- Robin Sylvester - pianoforte (brano: Please Tell Me Baby)
- Steve Milliner - pianoforte (brano: Feelin' Good)

Note aggiuntive
- David Hitchcock - produttore
- Registrato al Tangerine Studios ed al Decca Studios
- Robin Sylvester - ingegnere delle registrazioni (Tangerine Studios)
- Peter Rynston e Dave Grinsted - ingegnere delle registrazioni (Decca Studios)
- Simon Schofield e Steven Brown - assistenti ingegneri delle registrazioni
- David Anstey - design e modello copertina
- David Wedgbury - fotografia copertina frontale album
- Jennifer Edwards - fotografia retrocopertina album[3]